# Kiểu tóc

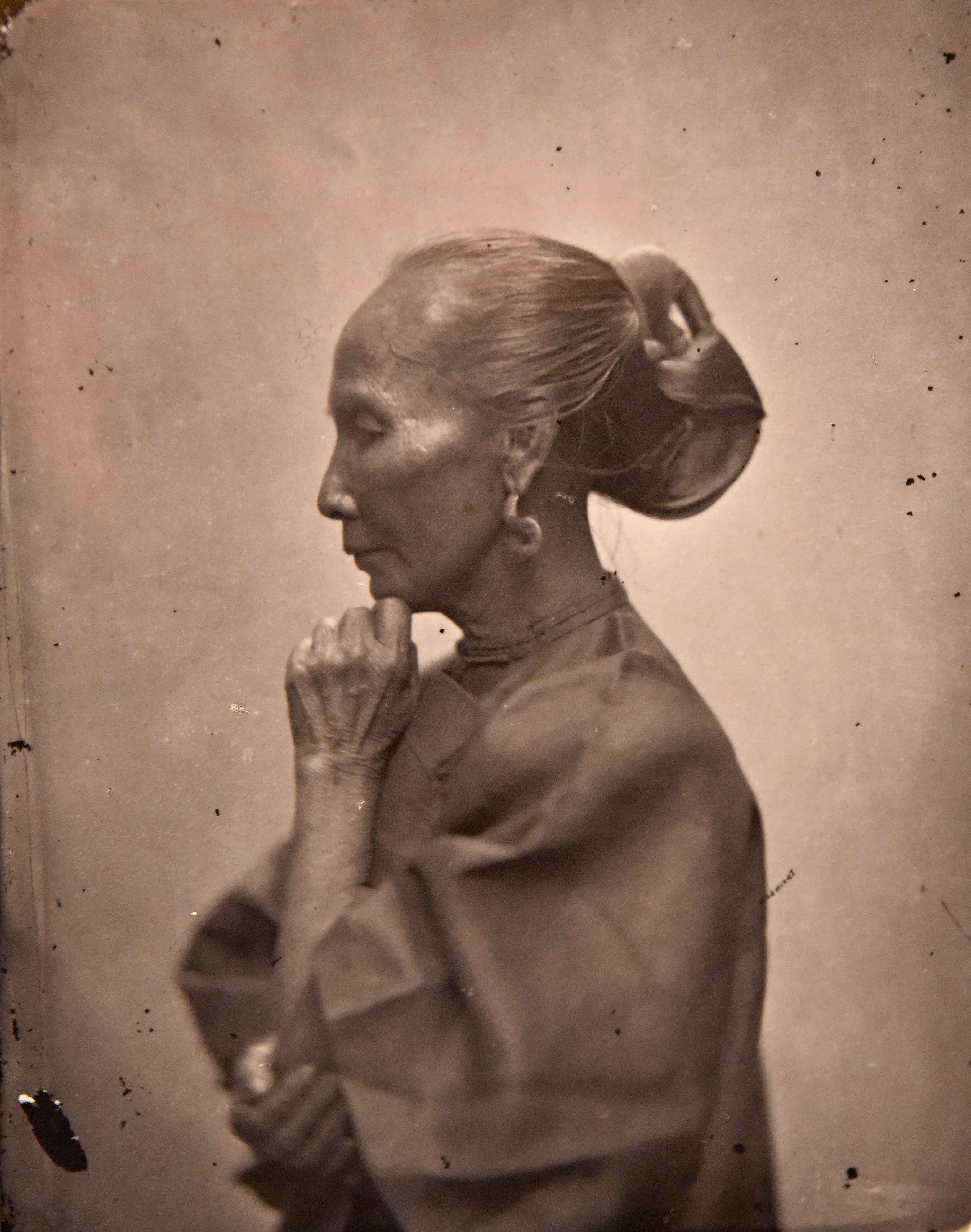
Người phụ nữ Trung Quốc với kiểu tóc cầu kỳ, 1869

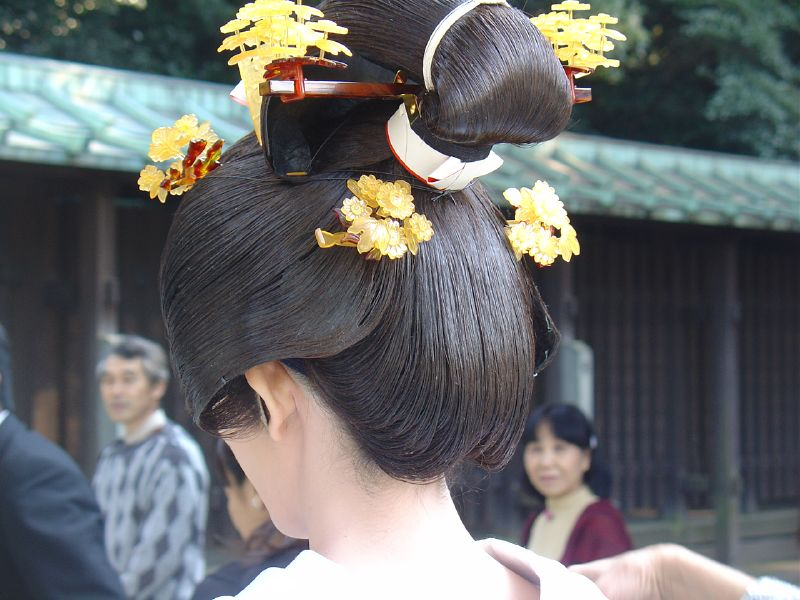
Kiểu tóc truyền thống của cô dâu Nhật Bản

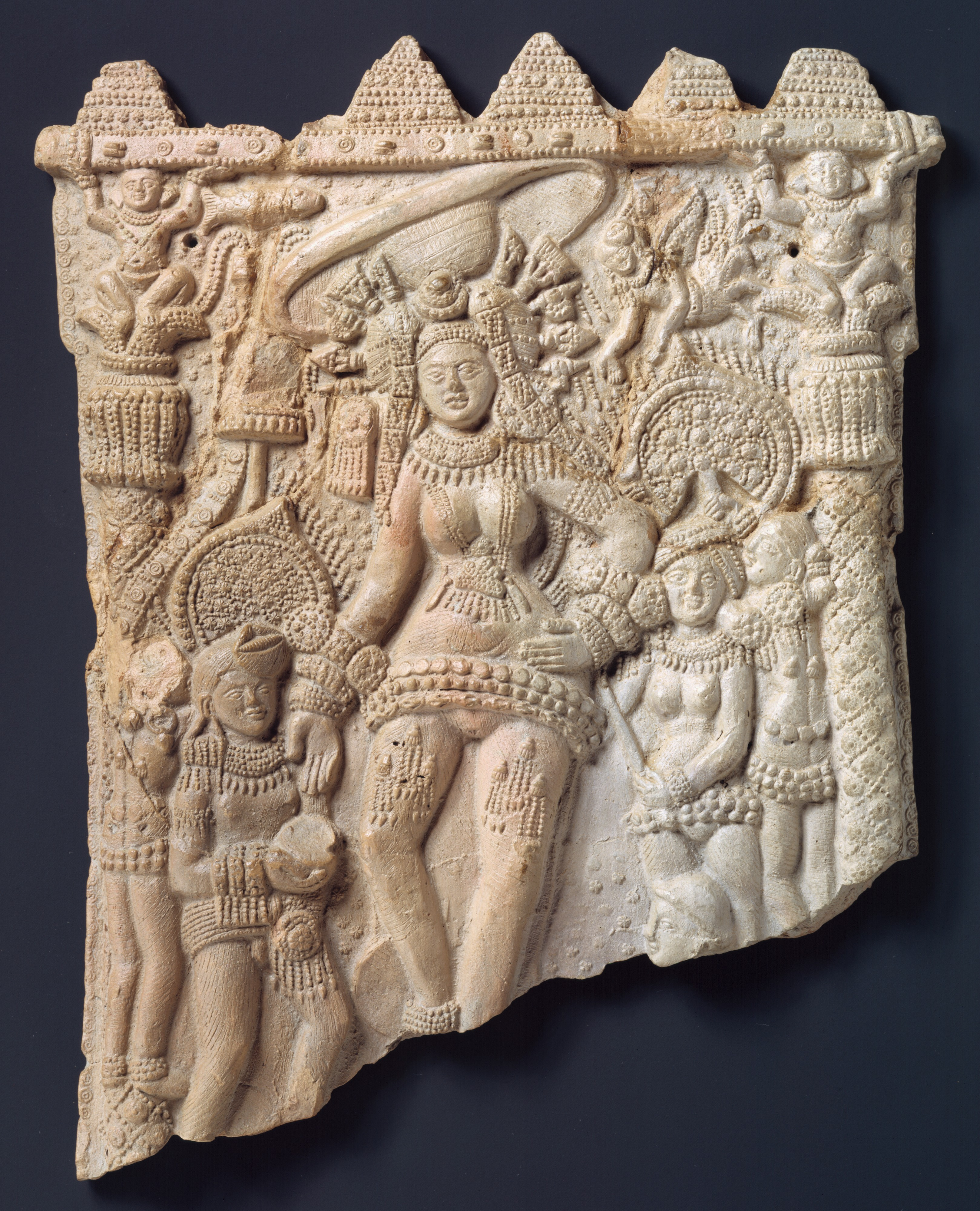
Hình tượng người phụ nữ với kiểu tóc và kẹp tóc phức tạp, thế kỷ 1 trước Công nguyên

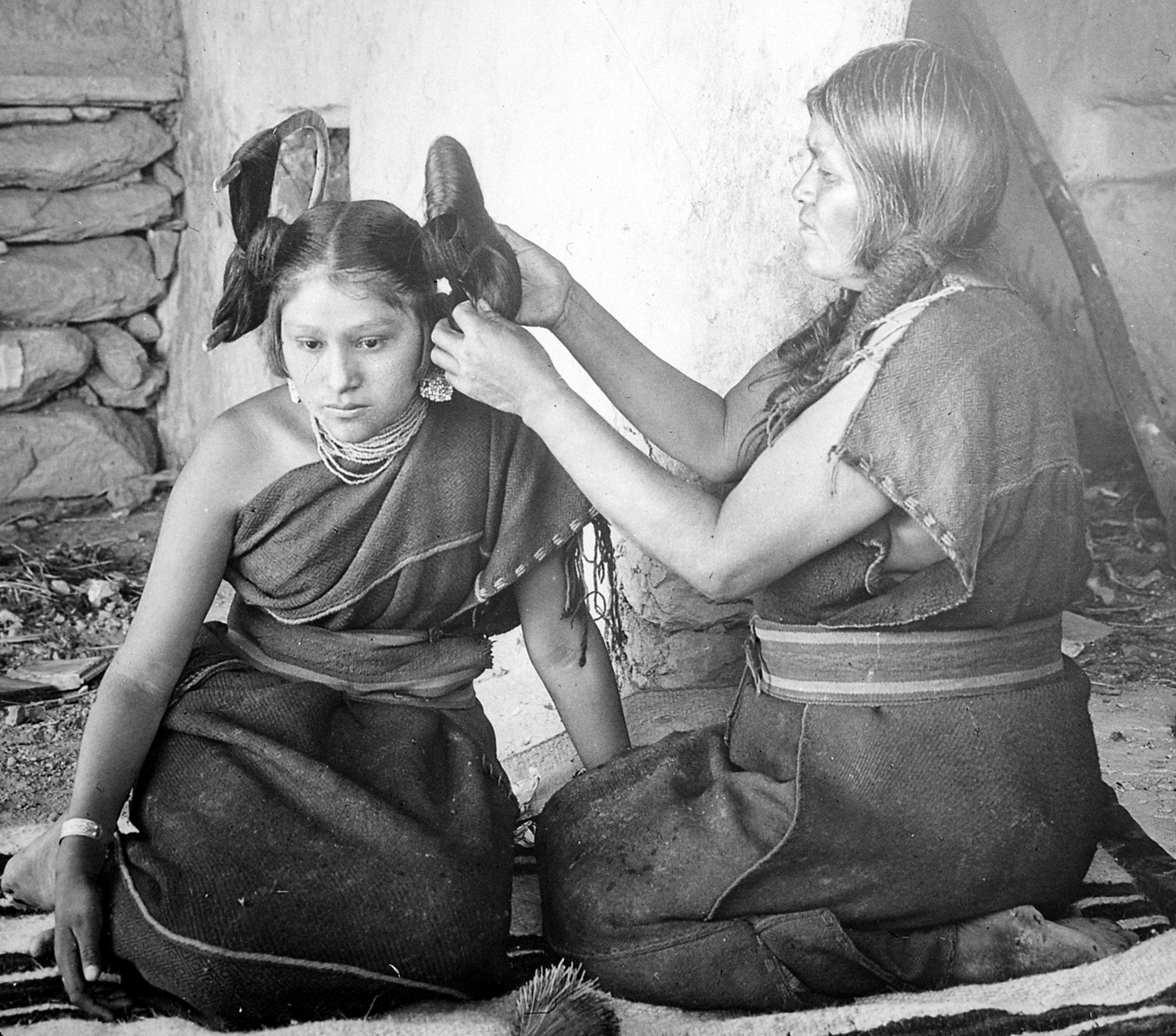
Người phụ nữ Hopi đang làm tóc, ca. 1900

Kiểu tóc là cách tạo kiểu cho tóc, thường là trên đầu người nhưng đôi khi cũng trên mặt hoặc cơ thể. Việc tạo kiểu tóc có thể được coi là một khía cạnh của việc chải chuốt cá nhân, thời trang và mỹ phẩm, mặc dù những cân nhắc thực tế, văn hóa và phổ biến cũng ảnh hưởng đến một số kiểu tóc.
Biểu hiện lâu đời nhất được biết đến về việc tạo kiểu tóc là tết tóc, có niên đại khoảng 30.000 năm. Tóc của phụ nữ thường được tạo kiểu cầu kỳ và cẩn thận theo những cách đặc biệt, mặc dù nó cũng thường được che phủ khi ra ngoài nhà, đặc biệt là đối với phụ nữ đã có chồng.

## Lịch sử
Kiểu tóc của mọi người phần lớn được xác định bởi xu hướng thời trang của nền văn hóa mà họ đang sống. Kiểu tóc là những dấu hiệu và biểu tượng của giai cấp xã hội, tuổi tác, tình trạng hôn nhân, bản sắc chủng tộc, niềm tin chính trị và quan điểm về giới tính.
Một số người có thể che tóc hoàn toàn hoặc một phần vì lý do văn hóa hoặc tôn giáo. Các ví dụ đáng chú ý về việc che đầu bao gồm phụ nữ trong đạo Hồi đội hijab, phụ nữ đã có chồng trong đạo Do Thái Haredi đội sheitel hoặc tichel, đàn ông Himba đã có vợ che tóc trừ khi đang tang tóc, đàn ông Tuareg đội khăn che mặt và nam nữ đã rửa tội trong đạo Sikh đội dastar.

### Thời đại đồ đá cũ
Biểu hiện lâu đời nhất được biết đến về việc tết tóc có niên đại khoảng 30.000 năm: tượng thần Vệ Nữ Willendorf, hiện được giới học thuật gọi là Người phụ nữ Willendorf, của một bức tượng nữ từ thời Đồ đá cũ, được ước tính được thực hiện vào khoảng 28.000 và 25.000 trước Công nguyên. Tượng thần Vệ Nữ Brassempouy khoảng 25.000 năm tuổi và hiển thị rõ ràng kiểu tóc.

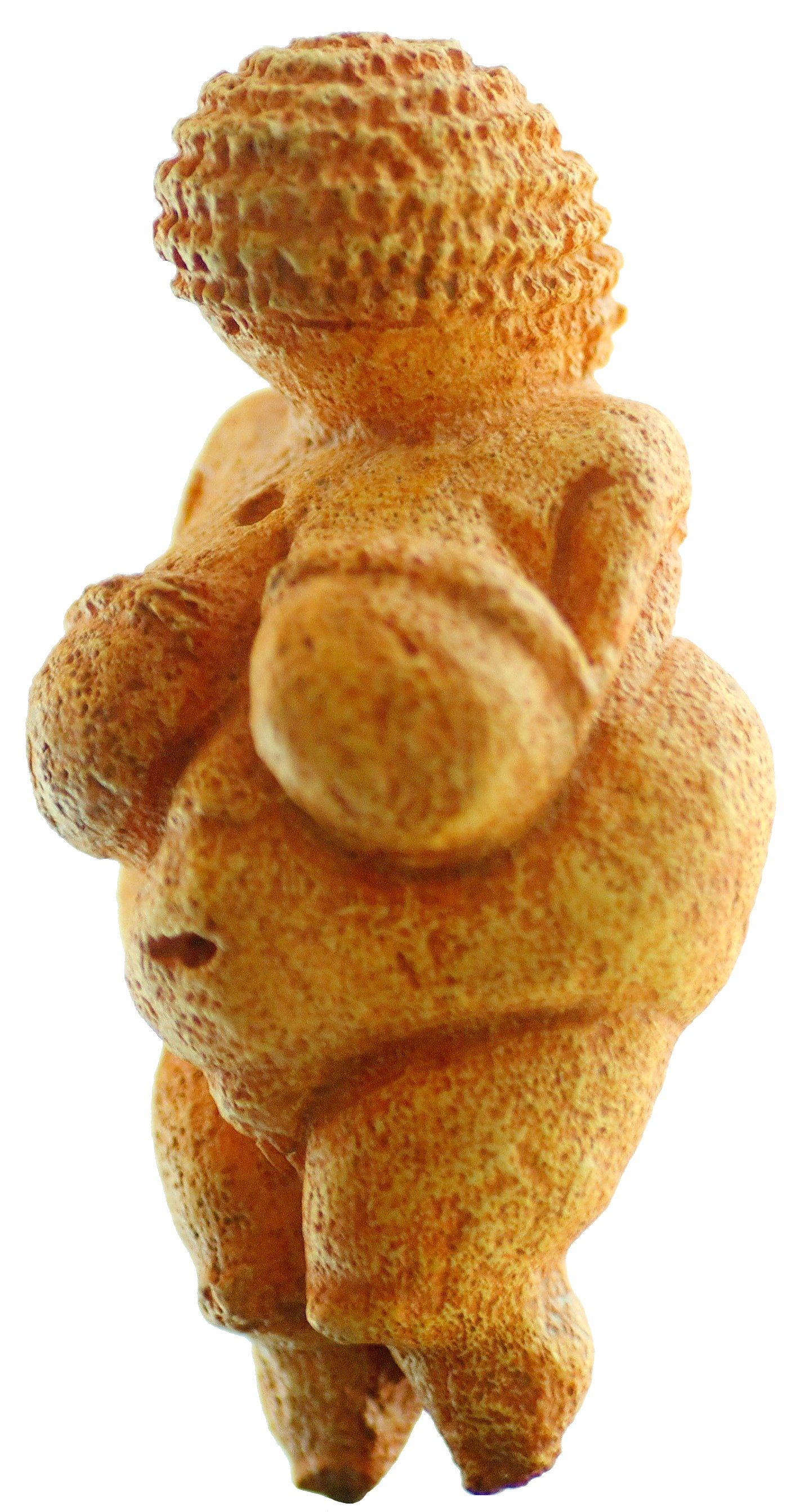
Thần vệ nữ của Willendorf với mái tóc tết
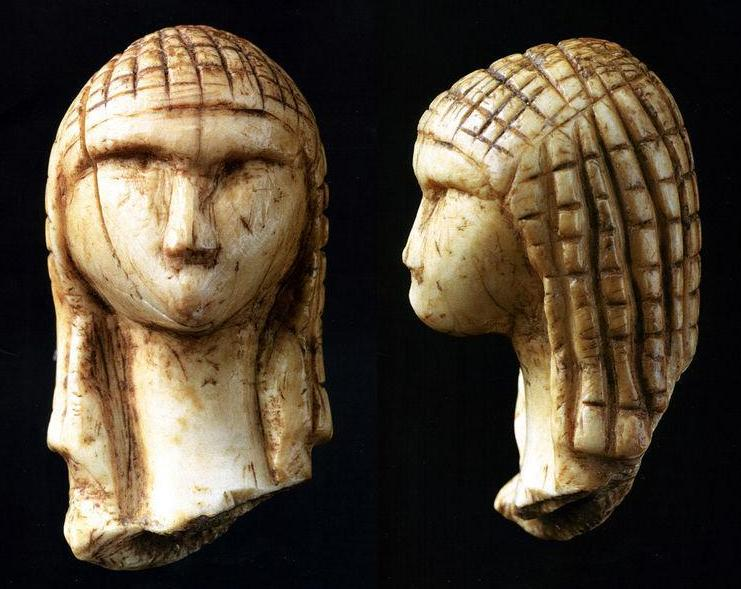
Vệ nữ Brassempouy

### Thời đại đồ đồng

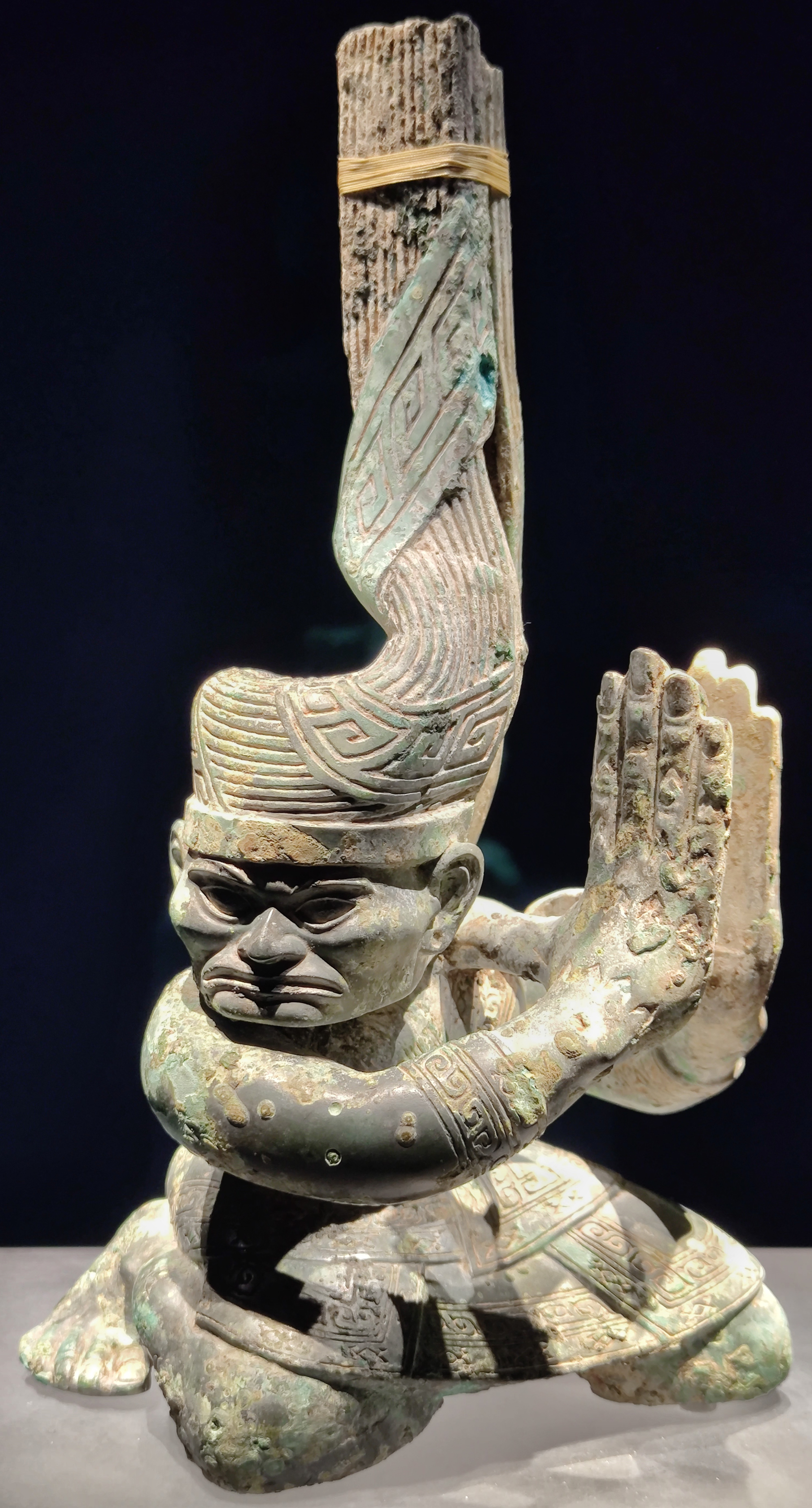
Tượng đồng với mái tóc cao chót vót ở Sanxingdui, Shu

Trong thời đại đồ đồng, dao cạo đã được biết đến và sử dụng bởi một số người đàn ông, nhưng không phải hàng ngày vì quy trình này khá khó chịu và cần phải mài lại dụng cụ, làm giảm độ bền của nó.

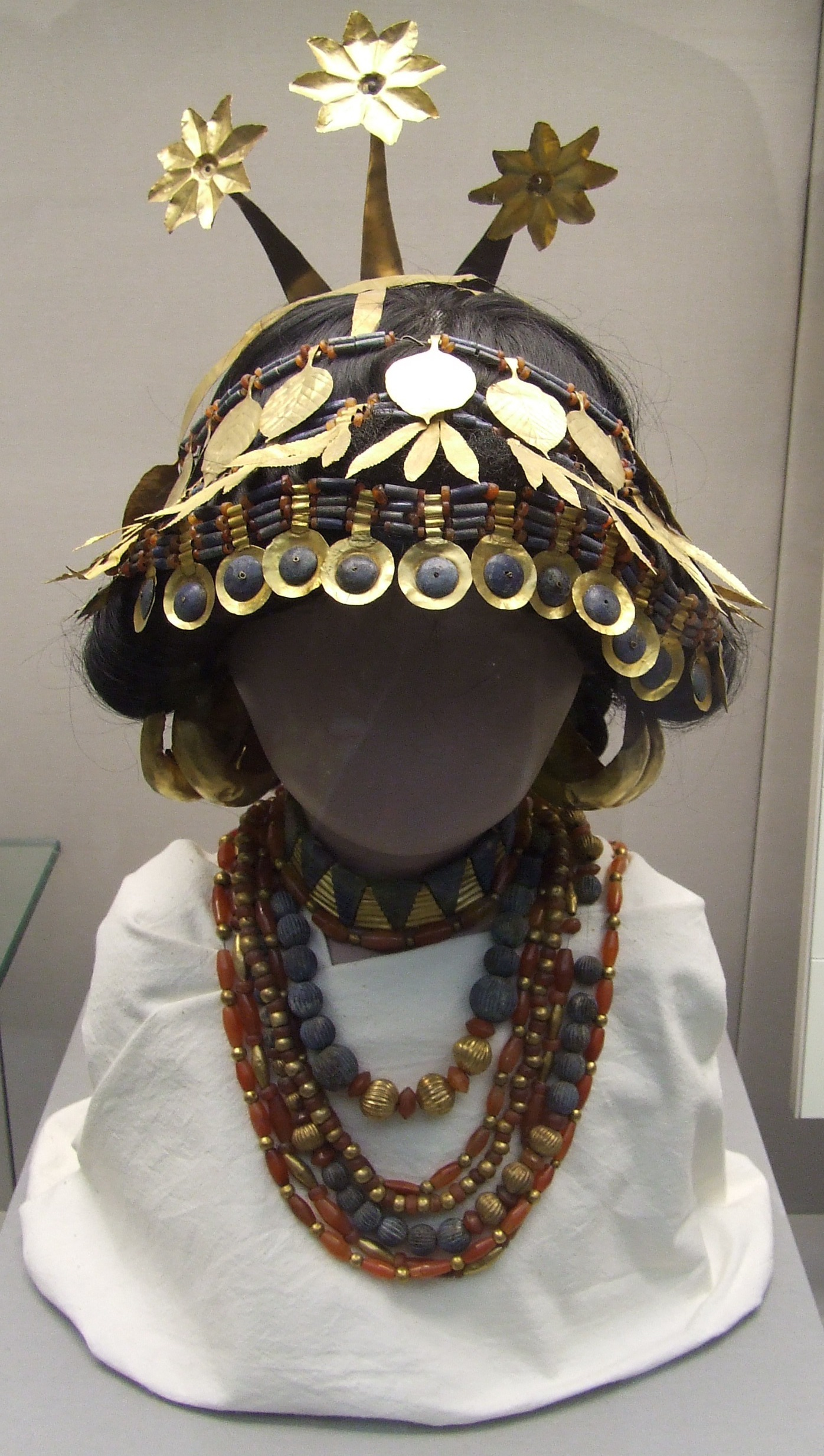
Mũ tái tạo của Puabi, vương triều đầu tiên của Ur, khoảng năm 2500 trước Công nguyên, thời kỳ đầu của vương triều III
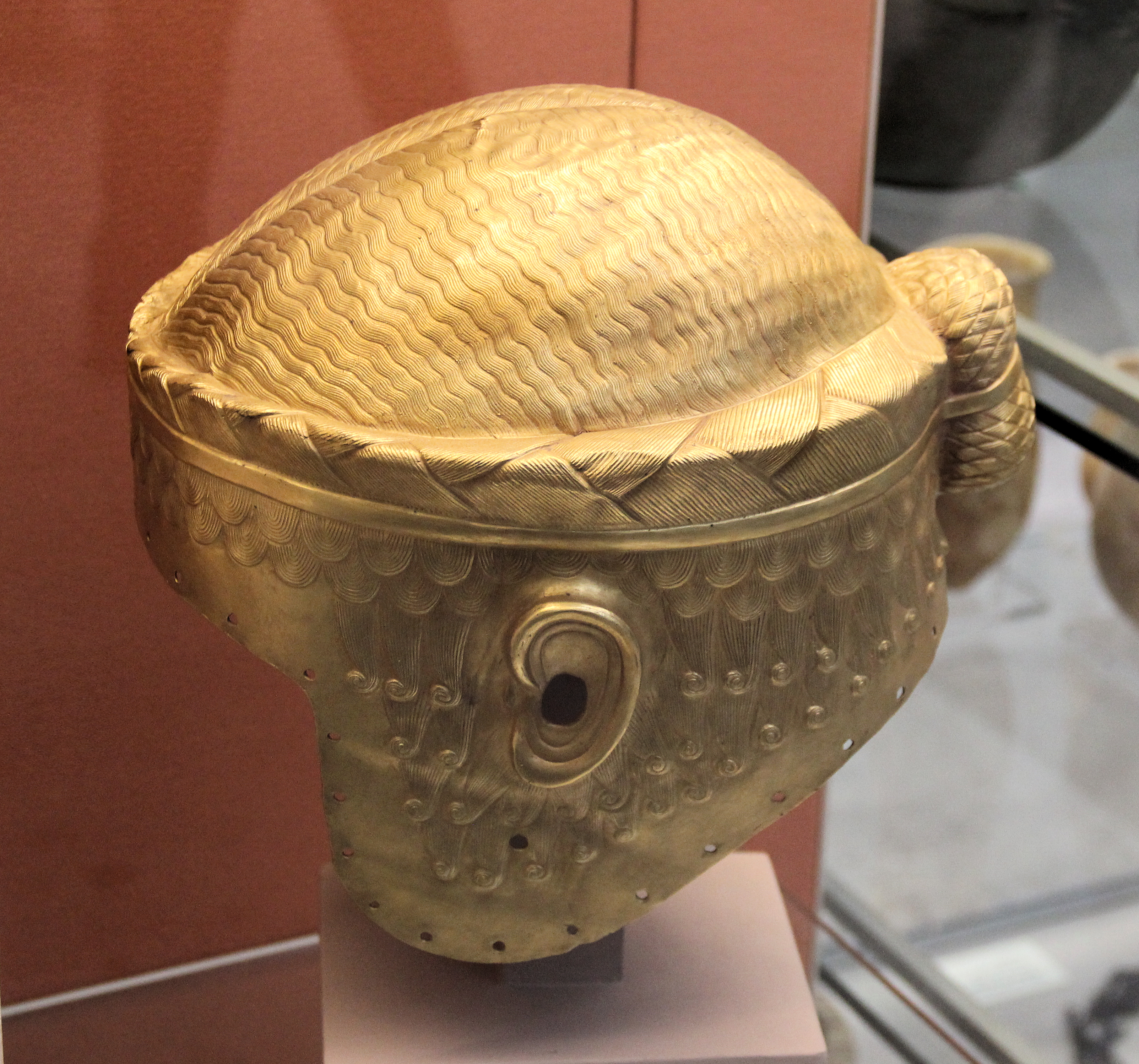
Mũ vàng mô phỏng kiểu tóc, vương triều đầu tiên của Ur, khoảng năm 2500 trước Công nguyên, thời kỳ đầu của vương triều
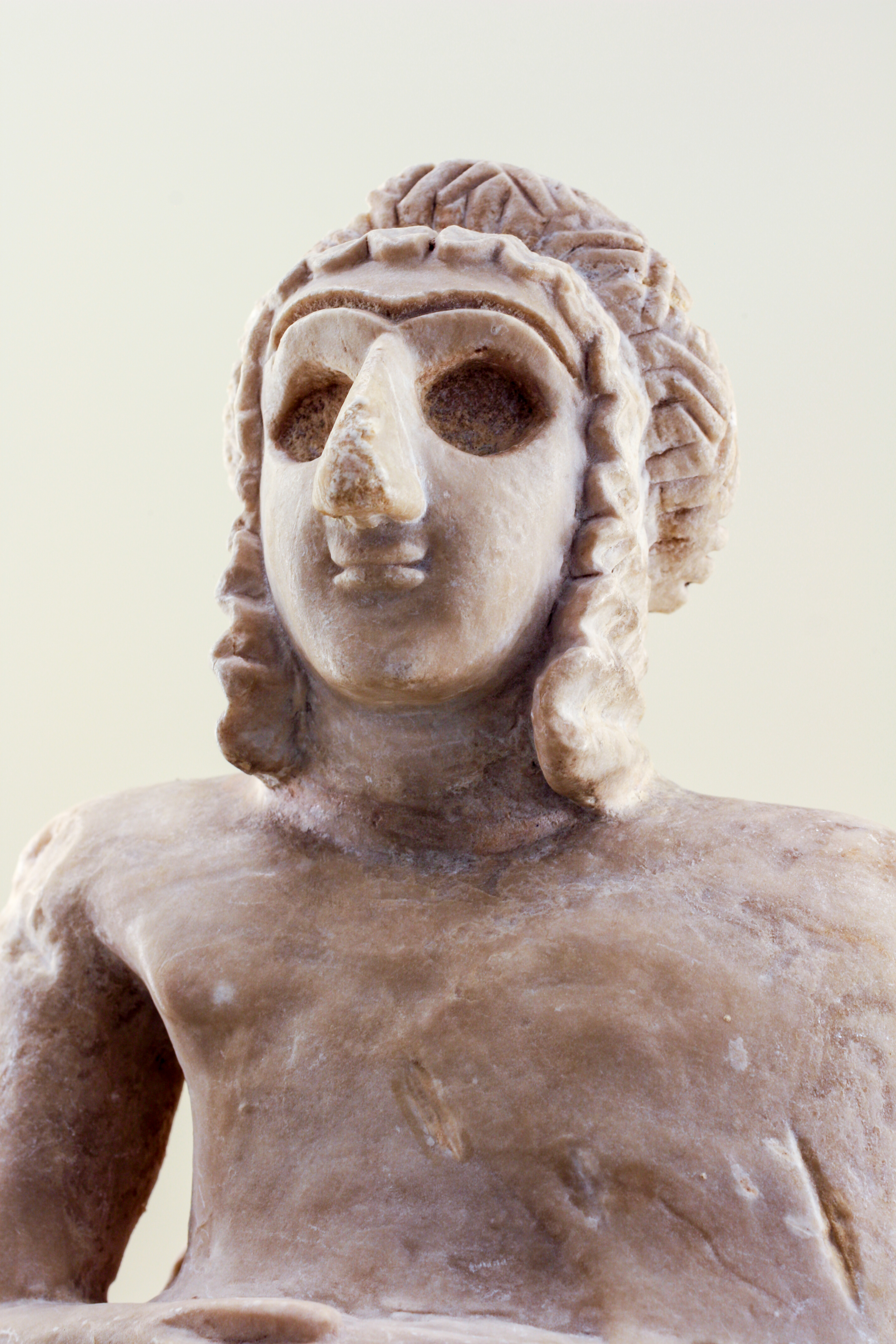
Bức tượng chân dung người phụ nữ Sumer
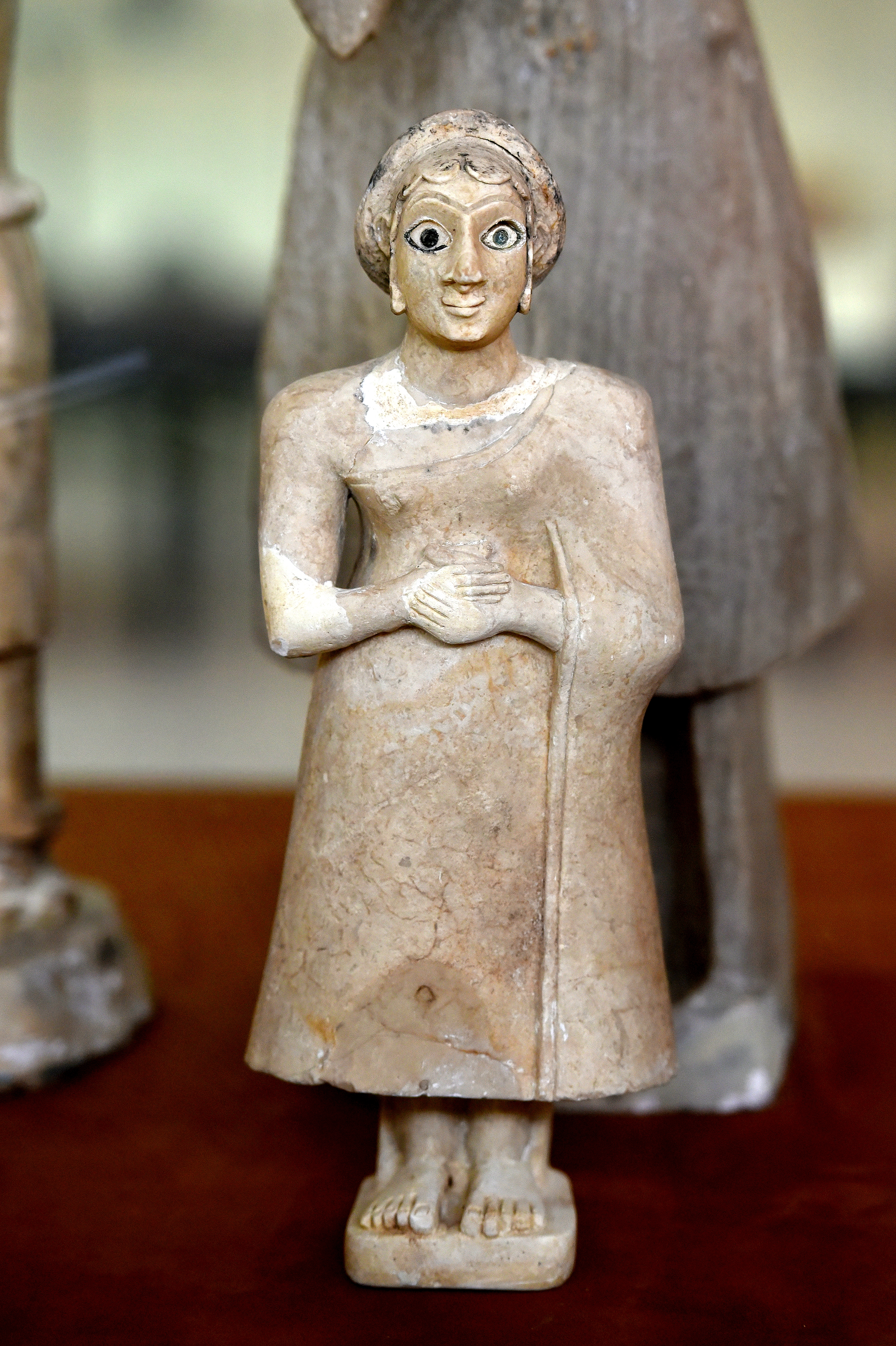
Tượng Sumer từ Khafajah, nữ tín đồ

### Thời kỳ cổ đại
Trong các nền văn minh cổ đại, tóc của phụ nữ thường được tạo kiểu cầu kỳ và cẩn thận theo những cách đặc biệt. Phụ nữ nhuộm tóc, uốn tóc và búi tóc (đuôi ngựa) theo nhiều cách khác nhau. Họ tạo sóng và lọn tóc bằng cách sử dụng đất sét ướt, thứ mà họ phơi khô dưới ánh nắng mặt trời rồi chải ra, hoặc bằng cách sử dụng thạch làm từ hạt mộc qua ngâm trong nước, hoặc dụng cụ uốn tóc và kẹp uốn tóc các loại.

### Đế chế La Mã và thời kỳ Trung Cổ

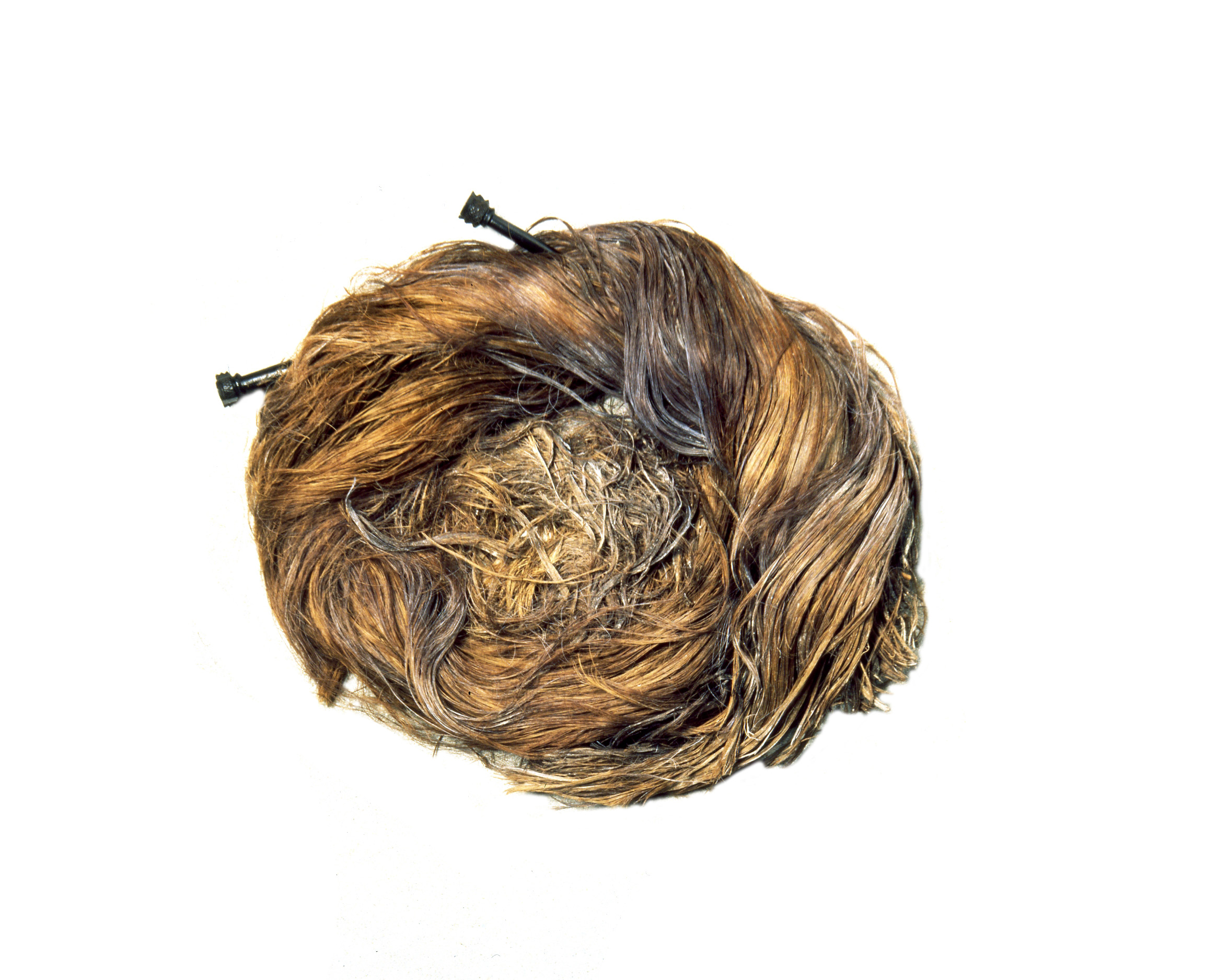
Trâm cài tóc Romano-British với các ghim jet được tìm thấy trong một chiếc quan tài chì ở Roman York
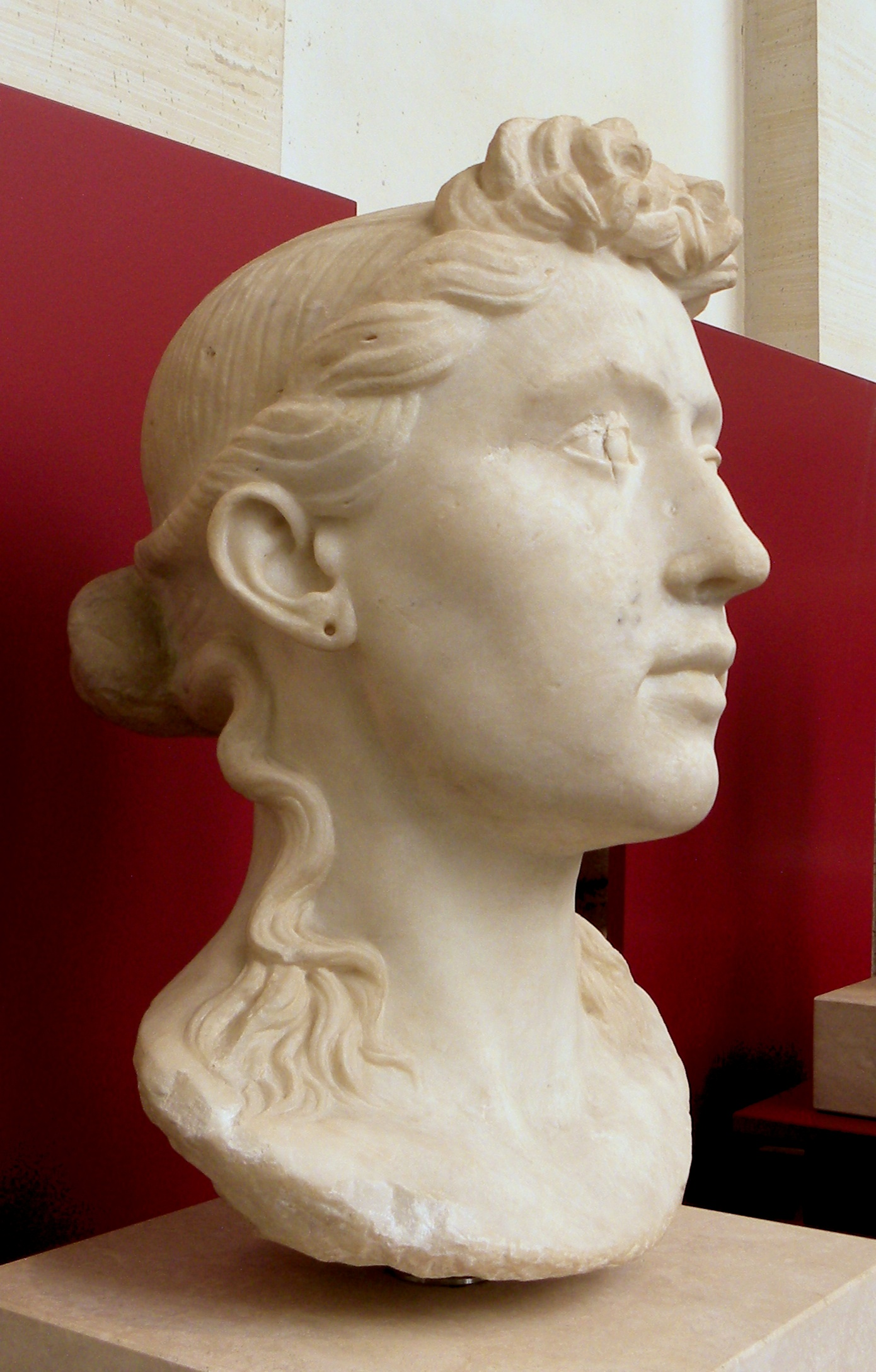
Kiểu tóc cầu kỳ của một phụ nữ La Mã vào cuối thế kỷ thứ 1 trước Công nguyên được tìm thấy trên Via Latina ở Rome
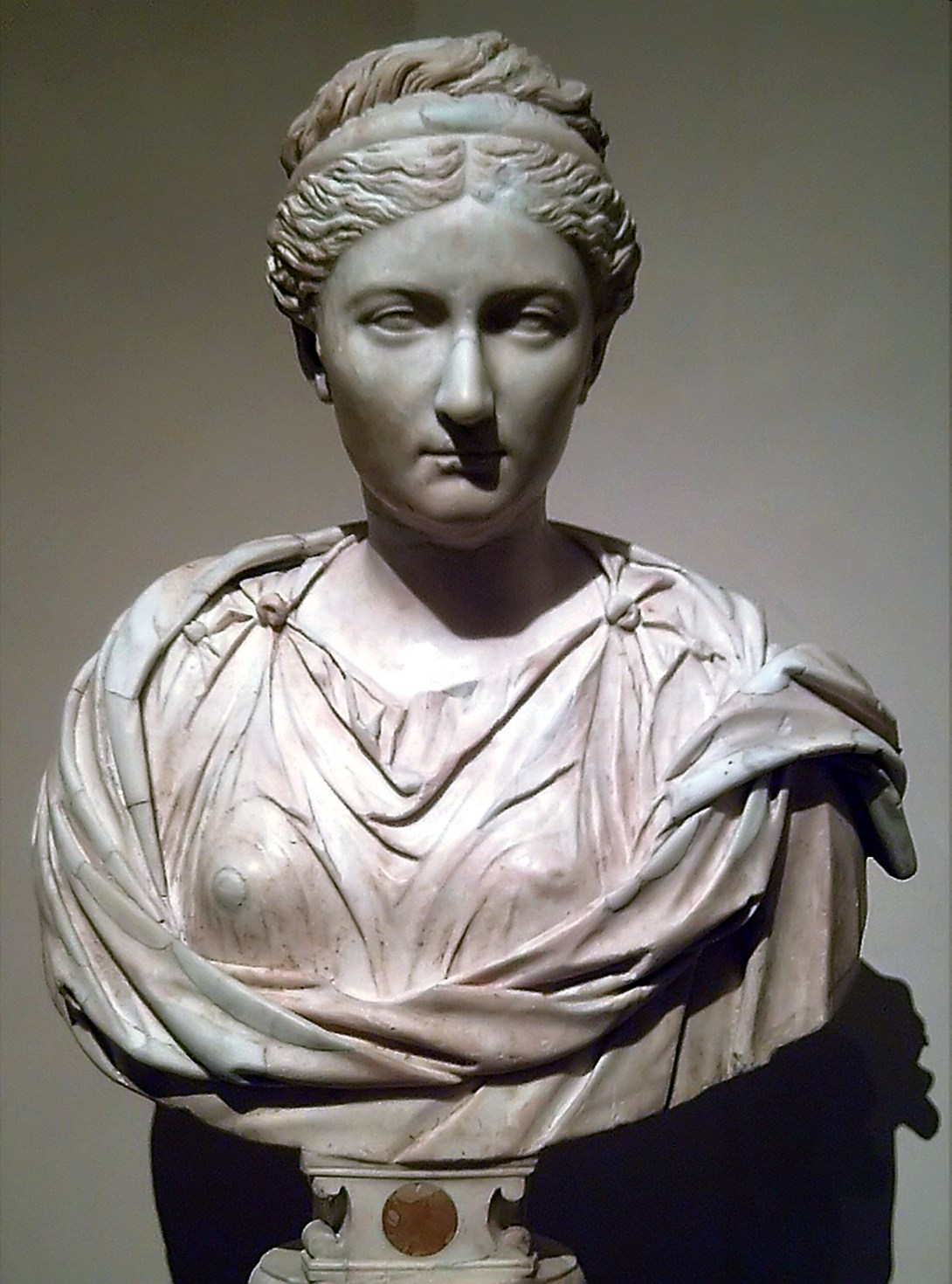
Tượng bán thân của Vibia Sabina vào năm 130 sau Công nguyên với băng đô và mái tóc chia giữa

Giữa năm 27 trước Công nguyên và năm 102 sau Công nguyên, ở Rome, phụ nữ để kiểu tóc phức tạp: một khối tóc xoăn ở trên đỉnh đầu, hoặc được tạo sóng theo hàng, được kéo lại thành những lọn tóc nhỏ hoặc bím tóc. Cuối cùng, kiểu tóc của phụ nữ quý tộc trở nên phức tạp đến mức họ cần sự chăm sóc hàng ngày từ một số nô lệ và một nhà tạo mẫu tóc để duy trì. Tóc thường được làm sáng bằng tro gỗ, vôi sống và natri bicarbonate, hoặc làm tối bằng bột đồng, quả táo sồi hoặc leech ướp trong rượu vang và giấm.  Tóc được tăng thêm bằng tóc giả, tóc giả và miếng đệm, và được giữ cố định bằng lưới, ghim, lược và pomade. Dưới thời Đế quốc Byzantine, phụ nữ quý tộc che hầu hết tóc của họ bằng mũ lụa và lưới ngọc trai.
Từ thời Đế chế La Mã đến thời Trung cổ, hầu hết phụ nữ đều để tóc dài nhất có thể. Tóc thường được tạo kiểu đơn giản bằng cách cắt, vì tóc của phụ nữ được buộc lên trên đầu và che lại khi ra ngoài nhà bằng snood, khăn trùm đầu hoặc khăn che mặt; phụ nữ trưởng thành để tóc không che phủ và xõa ra trên đường thường bị hạn chế dành cho gái mại dâm. Tết tóc và buộc tóc là phổ biến.
Vào thế kỷ 16, phụ nữ bắt đầu để những kiểu tóc cực kỳ cầu kỳ, thường được trang trí bằng ngọc trai, đá quý, ruy băng và khăn che mặt. Phụ nữ sử dụng một kỹ thuật gọi là "lacing" hoặc "taping", trong đó sử dụng dây hoặc ruy băng để buộc tóc quanh đầu. Trong thời kỳ này, hầu hết tóc được tết và giấu dưới khăn quàng cổ, khăn che mặt hoặc couvrechefs. Vào nửa sau của thế kỷ 15 và kéo dài đến thế kỷ 16, một đường chân tóc rất cao trên trán được coi là hấp dẫn, và phụ nữ giàu có thường nhổ tóc ở thái dương và gáy, hoặc sử dụng kem tẩy lông để loại bỏ chúng, nếu không thì chúng sẽ lộ ra ở rìa tóc của họ.  Phụ nữ thuộc tầng lớp lao động trong thời kỳ này để tóc theo kiểu đơn giản.

### Thời kỳ cận đại

#### Phong cách nam
Trong thế kỷ 15 và 16, đàn ông châu Âu để tóc ngắn đến vai, những người đàn ông thời thượng thường để tóc mái hoặc tóc mái. Ở Ý, đàn ông thường nhuộm tóc. Vào đầu thế kỷ 17, kiểu tóc của nam giới dài hơn, với những lọn tóc sóng hoặc xoăn được coi là mong muốn ở đàn ông thuộc tầng lớp thượng lưu châu Âu.
Tóc giả nam được cho là do Vua Louis XIII của Pháp (1601–1643) khởi xướng vào năm 1624 khi ông bắt đầu bị hói đầu sớm. Thời trang này phần lớn được thúc đẩy bởi con trai và người kế vị của ông, Louis XIV của Pháp (1638–1715), góp phần vào việc nó lan rộng ở các nước châu Âu và chịu ảnh hưởng của châu Âu. Bộ râu đã suy giảm từ lâu và hiện đã biến mất trong giới thượng lưu.

Tóc giả hoặc tóc giả nam được giới thiệu đến thế giới nói tiếng Anh cùng với các phong cách Pháp khác khi Charles II được phục hồi lên ngai vàng vào năm 1660, sau một thời gian dài lưu vong ở Pháp. Những bộ tóc giả này dài ngang vai hoặc dài hơn, bắt chước kiểu tóc dài đã trở nên phổ biến trong giới đàn ông kể từ những năm 1620. Việc sử dụng chúng sớm trở nên phổ biến trong triều đình Anh. Nhà viết nhật ký Samuel Pepys ở London đã ghi lại ngày vào năm 1665 rằng một người thợ cắt tóc đã cạo đầu ông và ông đã thử bộ tóc giả mới của mình lần đầu tiên, nhưng trong năm dịch bệnh, ông không thấy thoải mái khi đeo nó:
Ngày 3 tháng 9 năm 1665: Dậy và mặc bộ đồ lụa màu, rất đẹp, và bộ tóc giả mới của tôi, mua cách đây khá lâu, nhưng không dám đeo vì dịch bệnh đang hoành hành ở Westminster khi tôi mua nó. Và thật là lạ lùng điều gì sẽ xảy ra với thời trang tóc giả sau khi dịch bệnh qua đi, vì không ai dám mua tóc vì sợ nhiễm trùng? Rằng nó đã được cắt từ đầu của những người chết vì bệnh dịch hạch.
Tóc giả vào cuối thế kỷ 17 rất dài và gợn sóng (hãy xem George I bên dưới), nhưng trở nên ngắn hơn vào giữa thế kỷ 18, lúc đó chúng thường có màu trắng (George II). Một kiểu tóc rất phổ biến là có một lọn tóc cứng chạy quanh đầu ở phần cuối của tóc. Đến cuối thế kỷ 18, tóc tự nhiên thường được phủ bột để tạo ấn tượng về một bộ tóc giả ngắn, được buộc thành một đuôi tóc nhỏ hoặc "queue" phía sau (George III).
Tóc ngắn cho nam giới thời thượng là một sản phẩm của phong trào Tân cổ điển. Các kiểu tóc nam lấy cảm hứng từ thời cổ điển bao gồm Bedford Crop, có thể coi là tiền thân của hầu hết các kiểu tóc nam hiện đại đơn giản, được phát minh bởi chính trị gia cấp tiến Francis Russell, Công tước xứ Bedford thứ 5 để phản đối thuế bột tóc; ông khuyến khích bạn bè của mình áp dụng nó bằng cách cá cược với họ rằng họ sẽ không làm vậy. Một phong cách có ảnh hưởng khác (hoặc nhóm các phong cách) được người Pháp đặt tên là "à la Titus" theo Titus Junius Brutus (không phải Hoàng đế Titus của La Mã như thường được cho), với mái tóc ngắn và xếp lớp nhưng phần nào được búi trên đỉnh đầu, thường với những lọn tóc hoặc lọn tóc được kiềm chế rủ xuống; các biến thể quen thuộc từ mái tóc của cả Napoleon và George IV. Kiểu dáng này được cho là được giới thiệu bởi diễn viên François-Joseph Talma, người đã đánh bại các bạn diễn đội tóc giả của mình khi xuất hiện trong các tác phẩm như Brutus của Voltaire (về Lucius Junius Brutus, người ra lệnh xử tử con trai Titus của ông). Năm 1799, một tạp chí thời trang Paris đưa tin rằng ngay cả những người đàn ông hói đầu cũng đang sử dụng tóc giả Titus, và kiểu dáng này cũng được phụ nữ sử dụng, Tạp chí de Paris đưa tin vào năm 1802 rằng "hơn một nửa phụ nữ thanh lịch đang để tóc hoặc đội tóc giả kiểu Titus".
Vào đầu thế kỷ 19, râu, ria mép và tóc mai của nam giới đã xuất hiện lại mạnh mẽ, gắn liền với phong trào Lãng mạn, và tất cả vẫn rất phổ biến cho đến những năm 1890, sau đó những người đàn ông trẻ tuổi không còn đeo chúng, cho đến Chiến tranh thế giới thứ nhất, khi đa số đàn ông ở nhiều quốc gia tham gia nghĩa vụ quân sự, cuối cùng đã loại bỏ bộ râu hoàn toàn ngoại trừ những người đàn ông lớn tuổi giữ lại kiểu dáng của thời trẻ, và những người có vẻ ngoài phóng khoáng. Ria mép ngắn kiểu quân đội vẫn phổ biến.

#### Phong cách nữ

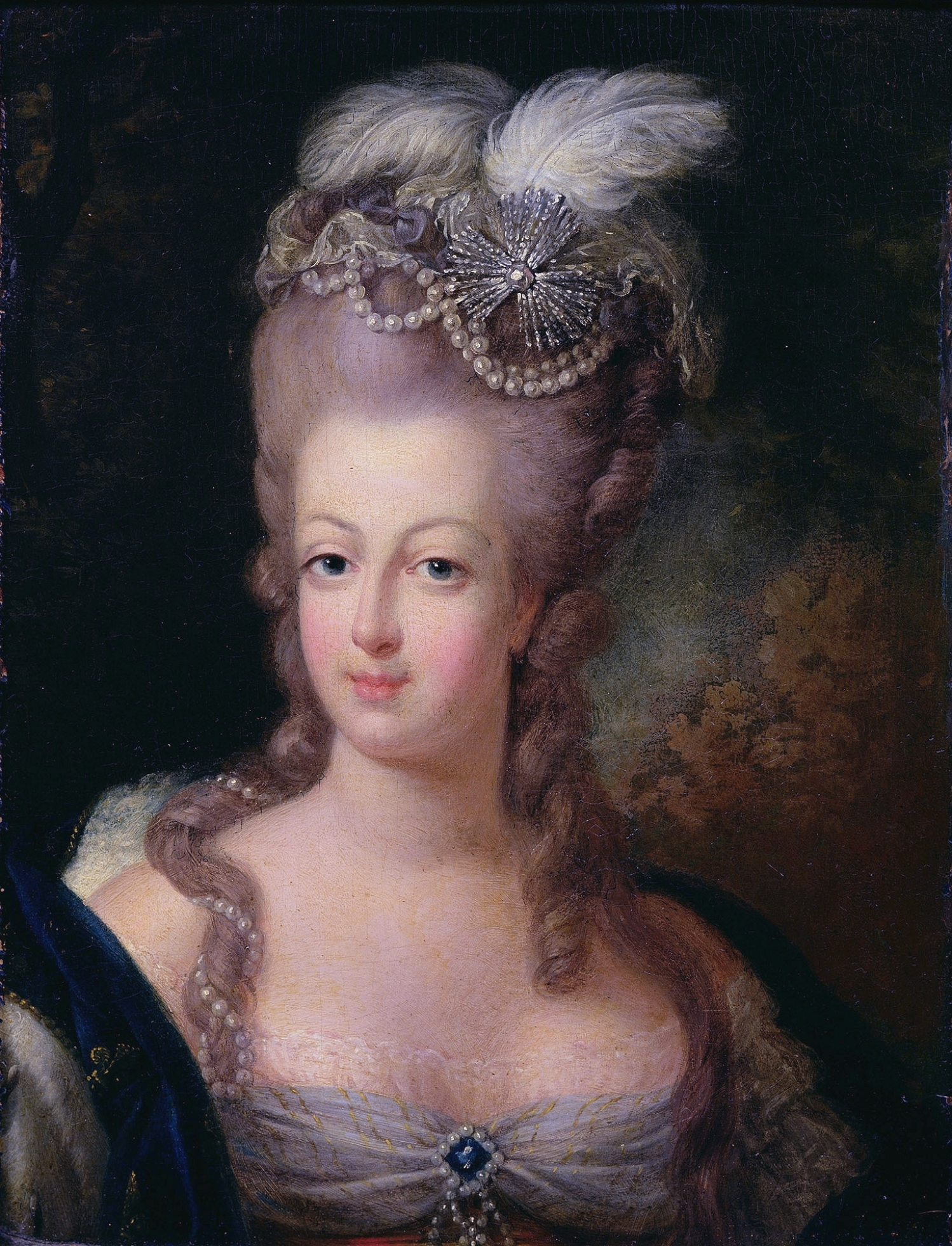
Maria Antonia của Áo với kiểu tóc búi

Từ thế kỷ 16 đến thế kỷ 19, tóc của phụ nữ châu Âu trở nên rõ rệt hơn trong khi phần che tóc của họ ngày càng nhỏ đi, cả hai đều trở nên phức tạp hơn, và kiểu tóc bắt đầu bao gồm các đồ trang trí như hoa, lông đà điểu, dây ngọc trai, đồ trang sức, ruy băng và các vật thể nhỏ được chế tạo như bản sao của tàu thuyền và cối xay gió. Tóc buộc được coi là biểu tượng của sự đoan chính: việc xõa tóc được coi là khiếm nhã và mang tính chất tình dục, và đôi khi được cho là có ý nghĩa siêu nhiên. Tóc đỏ rất phổ biến, đặc biệt là ở Anh trong thời trị vì của nữ hoàng Elizabeth I, người có mái tóc đỏ. Phụ nữ và nam giới quý tộc đã sử dụng borax, muối nitrat, nghệ tây và bột lưu huỳnh để nhuộm tóc đỏ, khiến họ buồn nôn và đau đầu và chảy máu mũi. Trong thời kỳ này ở Tây Ban Nha và các nền văn hóa Latinh, phụ nữ đội khăn mantilla bằng ren, thường được đeo trên một chiếc lược cao,  và ở Buenos Aires, đã phát triển một mốt tóc mai rùa cực lớn được gọi là peinetón, có thể cao tới ba feet và chiều rộng, và được các nhà sử học cho rằng phản ánh ảnh hưởng ngày càng tăng của Pháp đối với người Argentina, chứ không phải Tây Ban Nha.
Vào giữa thế kỷ 18, kiểu tóc pouf phát triển, phụ nữ tạo độ phồng cho tóc ở phía trước đầu, thường sử dụng miếng đệm bên dưới để nâng cao hơn, và trang trí phía sau bằng vỏ sò, ngọc trai hoặc đá quý. Năm 1750, phụ nữ bắt đầu tạo kiểu tóc bằng pomade thơm và phủ phấn trắng. Ngay trước Chiến tranh thế giới thứ nhất, một số phụ nữ bắt đầu đội khăn xếp lụa lên tóc.

#### Nhật Bản
Vào đầu những năm 1870, nam giới Nhật Bản bắt đầu cắt tóc theo phong cách được gọi là jangiri hoặc zangiri (nghĩa gốc là "cắt ngẫu nhiên"). Các nhà sử học cho rằng sự thay đổi này là do ảnh hưởng của phương Tây.  Trong thời kỳ này, phụ nữ Nhật Bản vẫn đội kiểu tóc truyền thống được giữ chặt bằng lược, trâm và ghim làm từ mai rùa, kim loại, gỗ và các vật liệu khác. Tuy nhiên, vào giữa những năm 1880, phụ nữ Nhật Bản thuộc tầng lớp thượng lưu bắt đầu chải tóc ra sau theo kiểu phương Tây (được gọi là sokuhatsu) hoặc áp dụng các phiên bản kiểu tóc truyền thống Nhật Bản theo kiểu phương Tây (được gọi là yakaimaki, nghĩa đen là "búi tóc tiệc tùng").

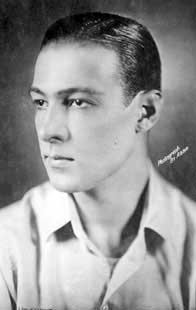
Ngôi sao điện ảnh Rudolph Valentino

### Giai đoạn giữa hai cuộc chiến tranh
Trong Thế chiến thứ nhất, phụ nữ trên khắp thế giới bắt đầu chuyển sang những kiểu tóc ngắn hơn, dễ quản lý hơn. Vào những năm 1920, phụ nữ lần đầu tiên bắt đầu cắt tóc bob, shingle và crop, thường đội những chiếc mũ cloche nhỏ gọn ôm sát đầu. Ở Hàn Quốc, kiểu tóc bob được gọi là tanbal. hụ nữ bắt đầu uốn tóc marcelling, tạo ra những lọn tóc sâu bằng cách sử dụng máy duỗi tóc có sưởi. Phương pháp uốn tóc vĩnh viễn bền vững cũng trở nên phổ biến trong thời kỳ này: đó là một quá trình tốn kém, khó chịu và tốn thời gian, trong đó tóc được đặt vào máy uốn và cho vào máy hơi nước hoặc máy sấy nóng. Trong những năm 1930, phụ nữ bắt đầu để tóc dài hơn một chút, theo kiểu pageboy, bob hoặc uốn lọn.
Trong thời kỳ này, nam giới phương Tây bắt đầu để tóc theo kiểu của các ngôi sao điện ảnh như Douglas Fairbanks Jr. và Rudolph Valentino. Nam giới để tóc ngắn, và được rẽ ngôi bên hoặc ở giữa, hoặc chải thẳng ra sau, và sử dụng pomade, kem và thuốc bổ để giữ tóc vào nếp. Vào đầu Thế chiến thứ hai và một thời gian sau đó, kiểu tóc nam ngày càng ngắn hơn, bắt chước kiểu tóc thủy thủ đoàn.
Trong những năm 1920 và 1930, phụ nữ Nhật Bản bắt đầu để tóc theo kiểu gọi là mimi-kakushi (nghĩa đen là "che tai"), trong đó tóc được kéo ra sau để che tai và được buộc thành búi ở gáy. Tóc uốn hoặc xoăn ngày càng trở nên phổ biến đối với phụ nữ Nhật Bản trong suốt thời kỳ này, và uốn tóc vĩnh viễn, mặc dù gây tranh cãi, nhưng lại cực kỳ phổ biến. Tóc bob cũng trở nên phổ biến hơn đối với phụ nữ Nhật Bản, chủ yếu là trong số các nữ diễn viên và moga, hay "những cô gái tóc cắt", những phụ nữ Nhật Bản trẻ tuổi theo đuổi thời trang và lối sống phương Tây trong những năm 1920.

### Sau chiến tranh
Sau chiến tranh, phụ nữ bắt đầu để tóc theo những kiểu tóc mềm mại và tự nhiên hơn. Vào đầu những năm 1950, tóc phụ nữ thường được uốn và để theo nhiều kiểu dáng và độ dài khác nhau. Vào cuối những năm 1950, những kiểu tóc bouffant và beehive cao, đôi khi được gọi là B-52s vì giống với mũi bóng của máy bay ném bom B-52 Stratofortress, đã trở nên phổ biến.  Trong thời kỳ này, nhiều phụ nữ chỉ gội và chải tóc một lần một tuần, và giữ cho tóc vào nếp bằng cách đội lô cuốn mỗi đêm và chải lại và xịt lại mỗi buổi sáng.  Vào những năm 1960, nhiều phụ nữ bắt đầu để tóc theo những kiểu tóc ngắn hiện đại như kiểu pixie cut, trong khi vào những năm 1970, tóc có xu hướng dài hơn và lỏng hơn. Trong cả những năm 1960 và 1970, nhiều nam giới và phụ nữ đều để tóc rất dài và thẳng. Phụ nữ làm thẳng tóc của họ thông qua các quá trình duỗi tóc hóa học, bằng cách sử dụng bàn là tóc tại nhà để duỗi tóc hoặc bằng cách cuộn tóc bằng những chiếc lon rỗng lớn khi tóc còn ướt. Nam giới và phụ nữ Mỹ gốc Phi bắt đầu để tóc tự nhiên (không qua xử lý) thành những chiếc afro lớn, đôi khi được trang trí bằng những chiếc lược afro làm bằng gỗ hoặc nhựa. Đến cuối những năm 1970, kiểu tóc Afro đã không còn được ưa chuộng trong số người Mỹ gốc Phi và được thay thế bằng các kiểu tóc tự nhiên khác như tóc corn row và dreadlock.

### Kiểu tóc đương đại

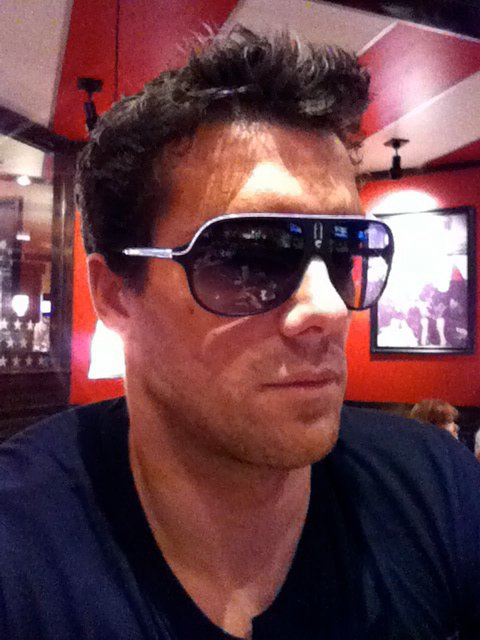
Người đàn ông có mái tóc được tạo kiểu, 2011

Kể từ những năm 1960 và 1970, phụ nữ đã để tóc theo nhiều kiểu tự nhiên khác nhau. Vào những năm 1980, phụ nữ buộc tóc bằng scrunchies, dây buộc tóc đuôi ngựa co giãn bằng vải trên các dải vải. Phụ nữ ngày nay cũng thường đeo đồ trang trí lấp lánh, cũng như kẹp tóc dạng móng vuốt được sử dụng để buộc tóc đuôi ngựa và các kiểu tóc buộc cao hoặc buộc nửa cao khác.
Ngày nay, phụ nữ và nam giới có thể lựa chọn từ nhiều kiểu tóc khác nhau, nhưng họ vẫn được mong đợi phải để tóc theo cách tuân theo chuẩn mực giới tính: ở nhiều nơi trên thế giới, đàn ông có tóc dài và phụ nữ có mái tóc không được chải chuốt cẩn thận có thể phải đối mặt với nhiều hình thức phân biệt đối xử khác nhau, bao gồm quấy rối, bôi nhọ xã hội hoặc phân biệt đối xử tại nơi làm việc. Điều này ít đúng hơn đối với đàn ông Mỹ gốc Phi, những người để tóc theo nhiều kiểu khác nhau, trùng lặp với phụ nữ Mỹ gốc Phi, bao gồm cả bím hộp và bím ngô buộc bằng dây thun và dreadlock.

## Ý nghĩa xã hội và văn hóa

### Giới tính
Trong hầu hết thời gian ở hầu hết các nền văn hóa, nam giới và nữ giới có kiểu tóc khác nhau. Nhà xã hội học người Mỹ Rose Weitz đã từng viết rằng quy tắc văn hóa phổ biến nhất về tóc là tóc của phụ nữ phải khác với tóc của nam giới. Một ngoại lệ là nam giới và phụ nữ sống ở lưu vực sông Orinoco-Amazon, nơi theo truyền thống, cả hai giới đều có kiểu tóc cắt thành hình bát úp. Ở các nước phương Tây trong những năm 1960, cả nam và nữ thanh niên đều để tóc dài và tự nhiên, và kể từ đó, việc nam giới để tóc dài đã trở nên phổ biến hơn. Trong hầu hết các thời kỳ trong lịch sử nhân loại khi nam và nữ có kiểu tóc tương tự, như trong những năm 1920 và 1960, điều này đã gây ra mối quan tâm và sự chấp thuận đáng kể của xã hội.

### Tôn giáo
Tóc trong tôn giáo cũng đóng vai trò quan trọng vì phụ nữ và đàn ông, khi quyết định cống hiến cuộc đời cho đức tin, thường thay đổi kiểu tóc của họ. Các nữ tu Công giáo thường cắt tóc rất ngắn, và những người đàn ông tham gia các dòng tu Công giáo vào thế kỷ thứ 8 đã áp dụng thứ được gọi là tonsure, bao gồm việc cạo đầu và để lại một vòng tóc xung quanh đỉnh đầu hói. Nhiều Phật tử, người hành hương Hajj và Vaisnavas, đặc biệt là các thành viên của phong trào Hare Krishna là brahmacharis hoặc sannyasis, cạo đầu. Một số nhà sư và nữ tu Hindu và hầu hết các nhà sư và nữ tu Phật giáo cạo đầu khi gia nhập giáo đoàn của họ, và các nhà sư và nữ tu Phật giáo Hàn Quốc cạo đầu cứ 15 ngày. Những người theo đạo Sikh được yêu cầu để tóc không cắt. Phụ nữ thường búi tóc hoặc tết tóc và đàn ông đội khăn xếp.

### Tình trạng hôn nhân
Vào thế kỷ 19, phụ nữ Mỹ bắt đầu búi tóc lên khi đã sẵn sàng kết hôn. Trong cộng đồng người Fulani ở Tây Phi, phụ nữ chưa chồng để tóc được trang trí bằng những hạt hổ phách nhỏ và đồng xu, trong khi phụ nữ đã kết hôn đeo những đồ trang sức hổ phách lớn. Hôn nhân được biểu thị trong số phụ nữ Toposa ở Nam Sudan bằng cách để tóc thành nhiều bím nhỏ. Phụ nữ Hopi chưa chồng theo truyền thống có kiểu tóc "bướm" được đặc trưng bởi một lọn tóc xoắn hoặc xoáy ở mỗi bên mặt. Góa phụ Hindu ở Ấn Độ từng cạo đầu như một phần của việc để tang, mặc dù phong tục đó đã hầu hết biến mất.

### Những biến cố cuộc sống
Ở nhiều nền văn hóa, bao gồm văn hóa Hindu và trong giới người Wayana ở vùng cao nguyên Guiana, giới trẻ từ xưa đã cạo trọc đầu để biểu thị cho sự trưởng thành. Phụ nữ ở Ấn Độ từ xưa đã biểu thị sự trưởng thành bằng cách chuyển từ việc tết hai bím tóc sang tết một bím tóc. Trong số người Rendille ở phía đông bắc Kenya và người Tchikrin ở rừng mưa nhiệt đới Brazil, cả nam và nữ đều cạo trọc đầu sau khi có người thân cận qua đời. Khi một người đàn ông chết ở Hy Lạp cổ đại, vợ của ông sẽ cắt tóc và chôn cùng ông, và trong các gia đình Hindu, người chịu tang chính được yêu cầu cạo trọc đầu sau 3 ngày kể từ khi người thân qua đời.

### Giai cấp xã hội
Những người thuộc tầng lớp thượng lưu luôn sử dụng kiểu tóc của họ để thể hiện sự giàu có và địa vị. Phụ nữ La Mã giàu có để những kiểu tóc phức tạp, cần nhiều người để duy trì, và những người giàu có cũng thường chọn những kiểu tóc hạn chế hoặc gây cản trở việc di chuyển của họ, điều này cho thấy rõ ràng rằng họ không cần phải làm việc. Kiểu tóc của những người giàu có từng đi đầu xu hướng thời trang, tạo ra phong cách cho những người ít giàu có hơn. Nhưng ngày nay, những người giàu có thường được quan sát thấy là để tóc theo những kiểu tóc bảo thủ có từ hàng thập kỷ trước.

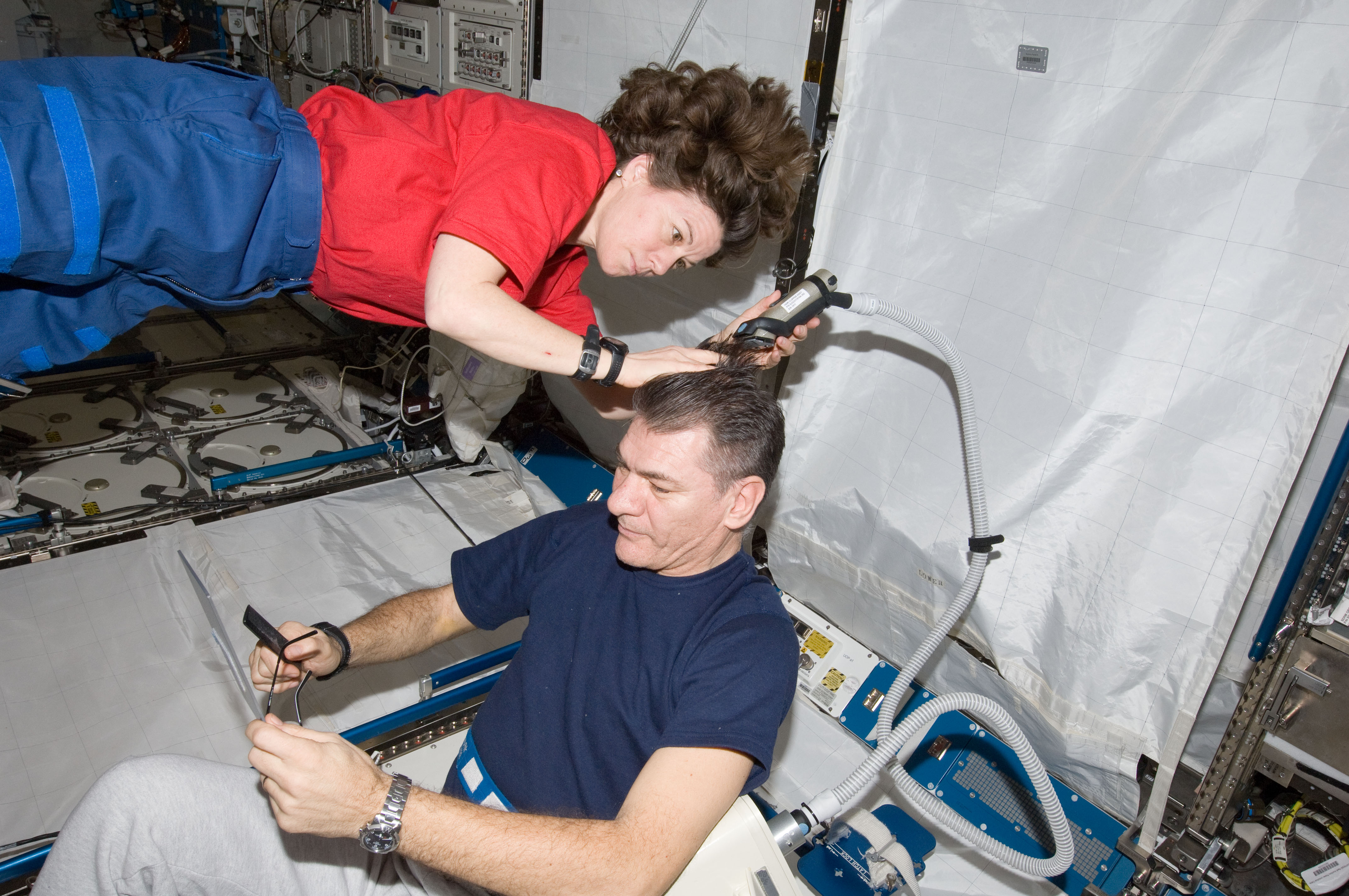
Phi hành gia NASA Catherine (Cady) Coleman cắt tóc cho Paolo Nespoli trong phòng thí nghiệm Kibō trên Trạm vũ trụ Quốc tế trong chuyến thám hiểm thứ 26. Một tông đơ gắn với máy hút bụi loại bỏ những sợi tóc lơ lửng.

Kiểu tóc của tầng lớp trung lưu thường đơn giản và chuyên nghiệp. Người thuộc tầng lớp trung lưu mong muốn mái tóc của mình trông khỏe mạnh và tự nhiên, ngụ ý rằng họ có đủ nguồn lực để sống một lối sống lành mạnh và chăm sóc bản thân tốt.
Kiểu tóc của người lao động chịu ảnh hưởng của châu Âu có xu hướng đơn giản. Nam giới thuộc tầng lớp lao động thường cạo trọc đầu hoặc để tóc ngắn. Trong khi phụ nữ thuộc tầng lớp lao động thường có tóc dài, thường búi gọn ra khỏi mặt và cố định trên da đầu.

## Cắt tóc trong vũ trụ
Cắt tóc cũng diễn ra trên Trạm vũ trụ Quốc tế (ISS). Trong các chuyến thám hiểm khác nhau, các phi hành gia sử dụng tông đơ gắn với máy hút bụi để cắt tóc cho các đồng nghiệp của mình để tóc cắt không trôi nổi bên trong môi trường không trọng lực của trạm vũ trụ và gây phiền toái cho các phi hành gia hoặc gây nguy hiểm cho các thiết bị nhạy cảm bên trong trạm.
Cắt tóc trong vũ trụ cũng được sử dụng cho mục đích từ thiện trong trường hợp của phi hành gia Sunita Williams, người đã được đồng nghiệp phi hành gia Joan Higginbotham cắt tóc bên trong ISS. Bím tóc đuôi ngựa của Sunita được mang về Trái đất với phi hành đoàn STS-116 và được quyên góp cho Locks of Love.